# Gustav Mesmer
Gustav Mesmer, auch Bruder Alexander (OSB), (* 16. Januar 1903 in Altshausen/Oberschwaben; † 25. Dezember 1994 im Heim der Diakonie in Buttenhausen) war ein Flug(fahr)radbauer, Visionär und Korbflechter.

## Leben
Gustav Mesmer kam als sechstes von zwölf Kindern (nach anderen Angaben als fünftes von zehn Geschwistern) 1903 zur Welt. Nach seiner durch den Ersten Weltkrieg stark verkürzten Schullaufbahn, Mesmer war damals erst 11 Jahre alt, arbeitete er als so genannter „Verdingbub“ und billige Arbeitskraft auf unterschiedlichen Gutshöfen. Bei der Arbeit in der Ökonomieabteilung des Klosters Untermarchtal ließ er sich von einer Vinzentiner-Schwester dazu überreden, in den Benediktinerorden einzutreten. Nach sechsjährigem Aufenthalt im Benediktinerkloster Beuron als Bruder Alexander beendete er seinen Klosteraufenthalt kurz vor Ablegung der heiligen Gelübde.
1928 begann er in seinem Heimatort Altshausen eine Schreinerlehre. Sein Meister stellte ihm ein gutes Zeugnis aus, aufgefallen sei allerdings „sein eigenes und stilles Wesen“. Am 17. März 1929 störte Mesmer eine Konfirmationsfeier in der evangelischen Altshausener Dorfkirche mit einer unchristlichen Erklärung, dass „hier nicht das Blut Christi ausgeteilt werde und sowieso alles Schwindel sei“. Elf Tage nach dem Zwischenfall in der Kirche wurde er wegen religiöser Schwärmerei und Störung der öffentlichen Ordnung in die psychiatrische Heilanstalt Schussenried eingewiesen. Dort war Mesmer vom 28. März 1929 bis zum 5. August 1949 hospitalisiert, seine Diagnose lautete „Schizophrenie“ und „Erfinderwahn“.
In Schussenried wurde er in der Buchbinderei beschäftigt und galt als „tüchtiger Arbeiter“. Nach seinen Erzählungen hatte Mesmer in der Buchbinderei der Anstalt in einer Illustrierten über einen Österreicher und einen Franzosen gelesen, die mit einem Fahrrad fliegen wollten. Seinem unbändigen Freiheitswillen – Mesmer unternahm in den späten 1930er Jahren 16 Fluchtversuche – verlieh er, beseelt vom ununterbrochenen Gedanken ans Fliegen, mit dem Zeichnen und Basteln von Flugmodellen in allen Variationen Ausdruck: nach antikem Vorbild, nur von Muskelkraft angetrieben. Am 10. Oktober 1932 tauchte erstmals folgende Notiz in seiner Krankenakte auf: „Hat eine Flugmaschine erfunden, gibt entsprechende Zeichnungen ab“.
Nach dem Zweiten Weltkrieg erlernte er in der Anstalt die Korbflechterei. 1949 wurde er auf eigenen Wunsch in das Psychiatrische Landeskrankenhaus Weißenau verlegt. Im Jahr 1962 schrieb er seine Biografie mit dem Titel „Von einer Person, deren Lebensweg durch Orden wie psychiatrisches Krankenhaus führte“. Durch Nachlässigkeit der Behörden und aufgrund fehlender Unterbringungsmöglichkeiten seiner Verwandten zogen sich seine Anträge auf Entlassung jahrelang hin. 1964 wurde er schließlich in ein selbstbestimmtes Leben entlassen.
Ein Altenheim in Buttenhausen, einem kleinen Dorf auf der Schwäbischen Alb, war Mesmers letzte Lebensstation. Mesmer lebte vom 4. Juni 1964 an 30 Jahre lang in Buttenhausen. Hier sorgte er bei der Erprobung seiner aus allerlei Schrott verfertigten Flugmodelle für Aufsehen, so etwa mit einem umgebauten Damenfahrrad. Nach einiger Zeit erhielt er von der Bevölkerung den Namen „Ikarus vom Lautertal“. Jemals abgehoben ist von seinen Flugobjekten keines (er behauptete aber immer, mit einem seiner Modelle wäre er einmal ein paar Meter „g’hoppst“ = gehüpft). Außerdem fertigte Mesmer einige Musikinstrumente an, darunter Gitarren mit Blechkorpus oder zwei Hälsen, eine Art Trumscheit, Halbröhrenzithern und „Sprechmaschinen“. Letzteres sind kreisrunde Metallplatten, auf denen bewegliche Holz- und Eisenteile angebracht sind, die Mesmers Erklärungen zufolge „Worte“ erzeugen können.
Mesmer durfte im hohen Alter noch miterleben, wie seine Flugräder und Objekte in Ausstellungen als „Outsider Art“ präsentiert wurden, unter anderem in einer Werkschau im Schloss Altshausen und in der von Manfred Gruber für den deutschen Beitrag zur Weltausstellung EXPO 1992 in Sevilla geschaffenen Erlebnisstation „Der Traum vom Fliegen“. 19 Jahre nach seinem Tod wurde 2013 das Gustav Mesmer Haus als Teil des Zentrums für Psychiatrie Südwürttemberg eröffnet. Die Stadt Münsingen, zu der der Ortsteil Buttenhausen gehört, benannte postum eine Realschule nach ihrem bekannten Mitbürger. Beerdigt wurde Mesmer auf dem Friedhof seines Geburtsortes Altshausen.

## Filme
- Gustav Mesmer – der Flieger, Regie: Hartmut Schoen
- Gustav Mesmers Traum vom Fliegen, Regie: Hartmut Schoen
- Gustav Mesmer – So frei wie die Vögel, Regie: Holger Reile
- Erdenschwer Spielfilm über den Flugradbauer Franz Seeliger, Regie: Oliver Herbrich

## Musik
- Ikarus vom Lautertal von Grachmusikoff auf dem Album Danke. Schön
- Musik für Flugräder (Album von Pongratz & Acher & Verstärkung)

## Hörspiel
- „Ich Mensch, zu fliegen such“ von Andreas Ammer/Micha Acher/Markus Acher/Cico Beck, Bayerischer Rundfunk 2023

## Ausstellungen
- Gustav Mesmer – „Der Ikarus vom Lautertal genannt“ (Photographien/Texte/Skizzen); Hrsg. Kultur unterm Schirm. Kirchentellinsfurt: Verlag Simon/Hartmaier/Mangold/Schirm, 2002. Der Katalog erschien anlässlich der Mesmer-Ausstellung vom 17. November 2002 bis 19. Januar 2003 im Gewerbepark „Carl Schirm“ in Kirchentellinsfurt.
- Zeppelin Museum in Friedrichshafen, 23.07. - 28.06.2015: Gustav Mesmer. Mit dem Fahrrad fliegen
- Art et Marges Musée in Brüssel, 2017
- Staatliche Schösser und Gärten Baden-Württemberg, Kloster Schussenried, 2017: Schweben, Fliegen, Fallen - Der Menschheitsraum in Visionen der Kunst (Ein Raum wurde Gustav Mesmer gewidmet)
- Museum Villa Stuck München, 15.5. - 10-07.2022: Gustav Mesmer - Der Ikarus vom Lautertal
- Zehntscheuer Münsingen, 11.04. - 13.07.2025: Information zur Ausstellung (einschließlich Begleitprogramm)